# محسن حسن خان
محسن حسن خان (انگلیسی: Mohsin Khan؛ زادهٔ ۱۵ مارس ۱۹۵۵) هنرپیشه، و بازیکن کریکت اهل پاکستان است.
او همسر رینا روی بازیگر هندی است.
از فیلم‌ها یا برنامه‌های تلویزیونی که وی در آن نقش داشته است می‌توان به پیروزی، بزرگی، ما با زندگی خود بازی می‌کنیم، مقاومت اشاره کرد.